# Caprica (serie de televisión)
Caprica es una serie de televisión de ciencia ficción, siendo una derivación y precuela de la serie reimaginada Battlestar Galactica. La trama comienza 58 años antes de los eventos ocurridos en Battlestar Galactica, contando la historia de como en las Doce Colonias de Kobol se gesta la creación de los primeros Cylons robóticos, que más tarde se rebelarán contra sus creadores provocando la destrucción de las Doce Colonias. Entre los principales personajes de Caprica se encuentran el padre y el tío del comandante William Adama, personaje de Battlestar Galactica.
Una versión extendida del episodio piloto se estrenó exclusivamente en DVD y mediante descarga digital el 21 de abril de 2009. La primera temporada se estrenó el 22 de enero de 2010 en Syfy para los Estados Unidos, en Space para Canadá y en Sky 1 para Reino Unido, emitiendo nueve capítulos, incluido el piloto de dos horas, antes de la pausa de mitad de temporada. La segunda mitad de la primera temporada comenzó su emisión el 5 de octubre de 2010 en Syfy y en Space.
El 27 de octubre de 2010 Syfy canceló la serie debido a su baja audiencia y retiró de su programación los cinco episodios restantes. Sin embargo, la serie continuó su emisión en Space, emitiéndose el último episodio el 30 de noviembre de 2010. Los últimos cinco episodios que Syfy no había emitido fueron lanzados en DVD en los EE. UU. el 21 de diciembre de 2010, emitiéndose finalmente en Syfy en una maratón televisiva el 4 de enero de 2011.

## Argumento
Caprica difiere significativamente de las series anteriores de la franquicia por razones tanto comerciales como creativas. Ronald D. Moore explicó que su punto de partida fue "... no intentar repetir la fórmula" y dijo que "... todo en Caprica fue específicamente diseñado para no repetir lo que hicimos en Galactica". A pesar de ser un éxito para la crítica, Galactica tuvo una audiencia predominantemente masculina y Moore sintió que el escenario de "guerra en el espacio" disuadió a la audiencia femenina. Debido a estas consideraciones y a que la trama de Caprica se centraba en los eventos previos a las dos guerras Cylon, la serie tuvo un tono, contenido y estilo diferentes. Aunque Caprica mantiene referencias a elementos del universo de Battlestar Galactica, la serie tenía la intención de ser accesible a nuevos fanes.

### Idea general
Mientras la oscura y postapocalíptica serie Battlestar Galactica giraba en torno a la lucha por la supervivencia, Caprica muestra un mundo embriagado por el éxito. Las Doce Colonias están en su apogeo, en una sociedad fascinada por la aparentemente ilimitada promesa de la tecnología. Enmarcada en el conflicto entre los Adama y los Graystone sobre la resurrección de sus seres queridos, perdidos en un acto de terrorismo, la serie pretende explorar las implicaciones éticas de los avances en inteligencia artificial y la robótica.
Caprica se desarrolla en lugares urbanos y no en el espacio, y se centra en la intriga empresarial, política, familiar y personal. Con la turbulenta relación entre dos familias, el propio Moore ha comparado a Caprica con la serie de la década de 1980 Dallas. Al igual que Battlestar Galactica, Caprica tuvo un formato de arco narrativo.

### Argumento
Las Doce Colonias de Kobol están en paz, 58 años antes de la serie reimaginada, cuando en uno de los trenes de Ciudad de Caprica se produce un acto terrorista suicida provocado por el grupo fanático religioso de los Soldados del Único. En dicho atentado mueren la esposa e hija de Joseph Adama, abogado con vínculos en el submundo criminal, y la hija del rico tecnólogo Daniel Graystone. Desconsolado por la pérdida de su hija y alimentado por la obsesión, Daniel planea traerla de vuelta utilizando su considerable riqueza y su extensa corporación tecnológica (Industrias Graystone). Este ofrece a Joseph la oportunidad de ver nuevamente a su hija.

## Reparto
Personajes principales

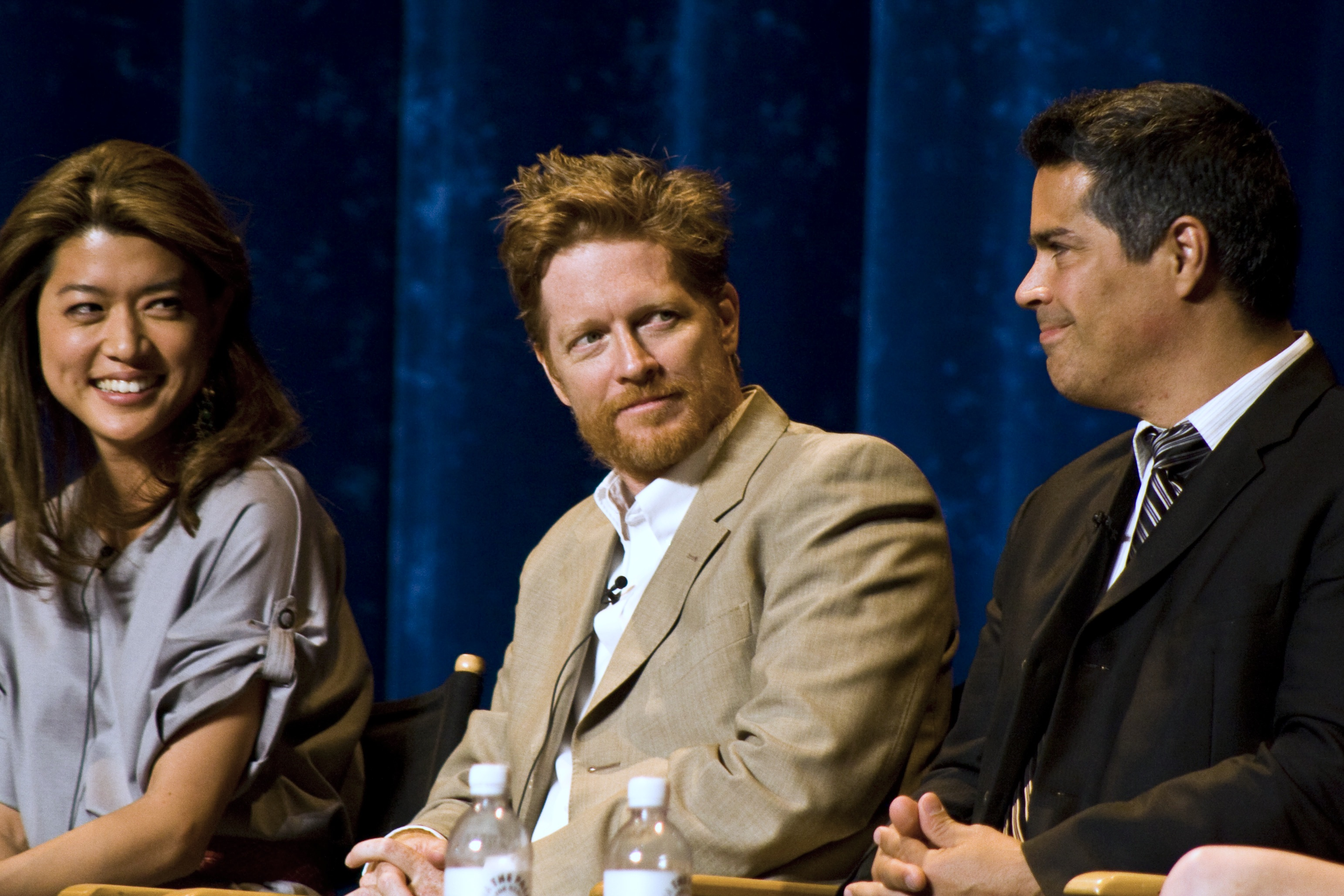
Grace Park, Eric Stoltz y Esai Morales.

- Eric Stoltz como Daniel Graystone – Marido de Amanda y padre de Zoe.
- Esai Morales como Joseph Adama – Padre de William y Tamara.
- Paula Malcomson como Amanda Graystone – Esposa de Daniel y madre de Zoe.
- Alessandra Torresani como Zoe Graystone – Hija de Daniel y Amanda.
- Magda Apanowicz como Lacy Rand – Mejor amiga de Zoe.
- Sasha Roiz como Sam Adama – Hermano de Joseph.
- Polly Walker como Clarice Willow – Directora de la Academia Atenea.

Resto del reparto
- Sina Najafi como William Adama (hermano mayor del futuro Comandante William "Husker" Adama).
- Brian Markinson como Jordan Duram - agente del Global Defense Department of Caprica.
- Genevieve Buechner como Tamara Adama.
- Hiro Kanagawa como Cyrus Xander - asistente de Daniel Graystone.
- Patton Oswalt como Baxter Sarno.
- Alex Arsenault como Philomon.
- John Pyper-Ferguson como Tomas Vergis - rival de Graystone.
- Julius Chapple como Larry.
- Peter Wingfield como Gara Singh.
- Luciana Carro como Priyah Magnus.
- Panou como Olaf Willow.
- Scott Porter como Nestor Willow.
- Karen Elizabeth Austin como Ruth.
- Richard Harmon como Tad Thorean.
- James Marsters como Barnabus Greele.
- Avan Jogia como Ben Stark.
- Teryl Rothery como Evelyn.
- William B. Davis como Ministro de Defensa Val Chambers.
- Jorge Montesi como Guatrau.
- Carmen Moore como Fidelia Fazekas.
- Anna Galvin como Shannon Adama.
- Liam Sproule como Keon Gatwick.
- Katie Keating como Caston.
- Veena Sood como Secretaria de Defensa Joan Leyte.

## Distribución
Los derechos de emisión de la serie también se cedieron a Sky 1 en Reino Unido e Irlanda, y Space en Canadá. Además, como parte de una estrategia de mercadotecnia, los derechos de emisión del episodio piloto original se cedieron a USA Network, siendo emitido el 29 de enero de 2010. En Australia comenzó a emitirse en el canal 7mate el 30 de septiembre de 2010.